# Strålsäkerhetscentralen
STUK (fi. Säteilyturvakeskus, sv. Strålsäkerhetscentralen, en. Radiation and Nuclear Safety Authority) är en finländsk myndighet som definierar regler för driften vid landets kärnkraftverk, samt kontrollerar att kraftbolagen följer reglerna. Dessutom övervakar STUK användningen av radioaktiva ämnen inom sjukvård, industri och undervisning, bedriver forskning om radioaktiv strålning, samt uppehåller beredskap mot olyckor med strålning. Myndigheten sorterar under Social- och hälsoministeriets förvaltning. I Sverige handhas motsvarande uppgifter närmast av Strålsäkerhetsmyndigheten.